# Chirped Pulse Amplification
Chirped Pulse Amplification (CPA) (dt.: Verstärkung gechirpter Pulse) ist eine Methode in der Laserphysik, die es erlaubt, Laserpulse mit sehr hoher Intensität zu erzeugen. CPA wird auch synonym für eine optische Baugruppe verwendet, welche die Methode nutzt.
Mit diesem Verfahren können maximale Pulsspitzenleistungen im Petawatt-Bereich, also mehr als 1015 W, erreicht werden. So hohe Spitzenleistungen können von Laserstrahlquellen nicht direkt erzeugt werden, da üblicherweise die Verstärkermedien des Lasers durch nichtlineare optische Effekte zerstört würden. Daher werden Laserpulse außerhalb des Resonators in einem Verstärker zeitlich gestreckt, wodurch sich ihre Energiedichte verringert, und durchlaufen dann ein Verstärkermedium. Nach der Verstärkung werden sie komprimiert und mit der dann höheren Leistungsdichte in Experimenten oder industriellen Anwendungen eingesetzt.
Mit CPA wurden Laser mit Intensitäten von bis zu 1022 W/cm² bei einer Pulslänge von einigen Femtosekunden aufgebaut.
CPA wurde 1985 von Gérard Mourou und Donna Strickland eingeführt, die dafür 2018 den Nobelpreis für Physik erhielten.

## Prinzip

Schematischer Aufbau eines CPA

Je kürzer ein Lichtpuls ist, desto breiter ist das Spektrum der enthaltenen Frequenzen. Dies ergibt sich aus der Beschreibung des Lichtpulses als Wellenpaket (siehe selbiger Artikel). Für ein Gauß’sches Wellenpaket gilt folgende Beziehung zwischen zeitlicher Länge Δt und spektraler Breite Δω:
{\displaystyle \Delta t\propto {\frac {1}{\Delta \omega }}.}
Licht unterschiedlicher Frequenz kann durch optische Komponenten unterschiedlich gebrochen, bzw. verzögert werden. Durch Anordnung optischer Bauelemente, verwendet werden hauptsächlich Gitter und Prismen, lassen sich die unterschiedlichen Frequenzanteile des (kurzen) Laserpulses unterschiedlich verzögern und den Puls räumlich auseinanderziehen und wieder komprimieren. Bildlich gesprochen eilen die roten (niederfrequenten) Anteile dem Puls voran, während die blauen (hochfrequenten) Anteile stärker verzögert werden (oder umgekehrt, je nach Vorzeichen der Dispersion). Der Gesamtpuls wird dadurch verlängert und die Pulsspitzenleistung entsprechend gesenkt. Die Intensität kann dann durch Verstärkung wieder bis unterhalb des Einflusses nichtlinearer optischer Effekte im Verstärkermedium erhöht werden.
Das Aufweiten bzw. die Kompression ist in der Abbildung schematisch dargestellt. Ein erstes Gitter fächert das Licht frequenzabhängig auf. Ein zweites Gitter wird so aufgestellt, dass es das Licht parallelisiert, dabei aber ebenfalls eine Aufweitung bzw. Kompression bewirkt. Ein Spiegel reflektiert das Laserlicht so, dass der Strahl die Gitter erneut passiert und dabei weiter aufgeweitet bzw. komprimiert wird. Mit parallel zueinander stehenden Gittern erhält man eine positive Dispersion (das blaue Ende ist schneller). Mit einem einfachen Linsensystem zwischen den Gittern lassen sich diese zueinander verkippen und man erhält eine negative Dispersion (das blaue Ende ist langsamer).